# Reen Point Shingle SAC
Reen Point Shingle SAC este o arie protejată (arie specială de conservare — SAC, sit de importanță comunitară — SCI) din Irlanda întinsă pe o suprafață de 7,01 ha, integral pe uscat.

## Localizare
Centrul sitului Reen Point Shingle SAC este situat la coordonatele 51°36′05″N 9°36′25″W / 51.601322°N 9.607076°V.

## Înființare
Situl Reen Point Shingle SAC a fost declarat sit de importanță comunitară în martie 2001 pentru a proteja un număr necunoscut de specii din flora spontană și fauna sălbatică aflate în arealul zonei. Situl a fost protejat și ca arie specială de conservare în octombrie 2016.

## Biodiversitate
Situată în ecoregiunea atlantică, aria protejată conține 4 habitate naturale: Lagune de coastă, Vegetație perenă pe țărmurile stâncoase, Pășuni mediteraneene udate de apa mării (Juncetalia maritimi), Pajiști uscate europene.
La baza desemnării sitului se află un număr nedeclarat de specii protejate.